# Damias albicollis
Damias albicollis är en fjärilsart som beskrevs av Arnold Pagenstecher 1886. Damias albicollis ingår i släktet Damias och familjen björnspinnare. Inga underarter finns listade i Catalogue of Life.